# ハワイ州道270号線

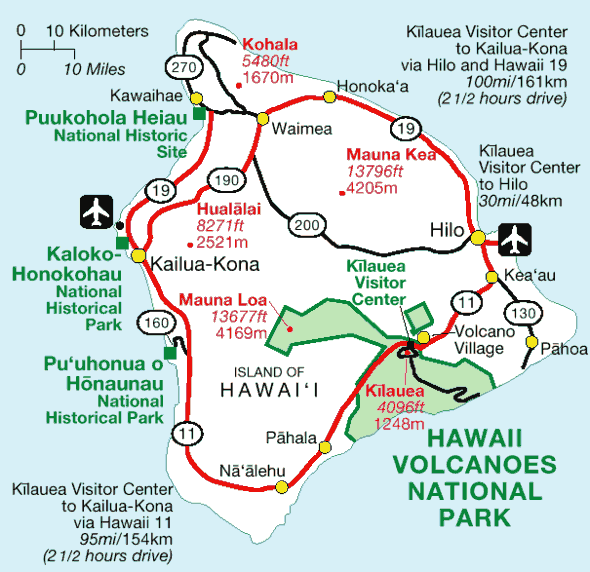
ハワイ州道270号線は島の最北部のカワイハエから西海岸を北上して、さらに東へ曲がる

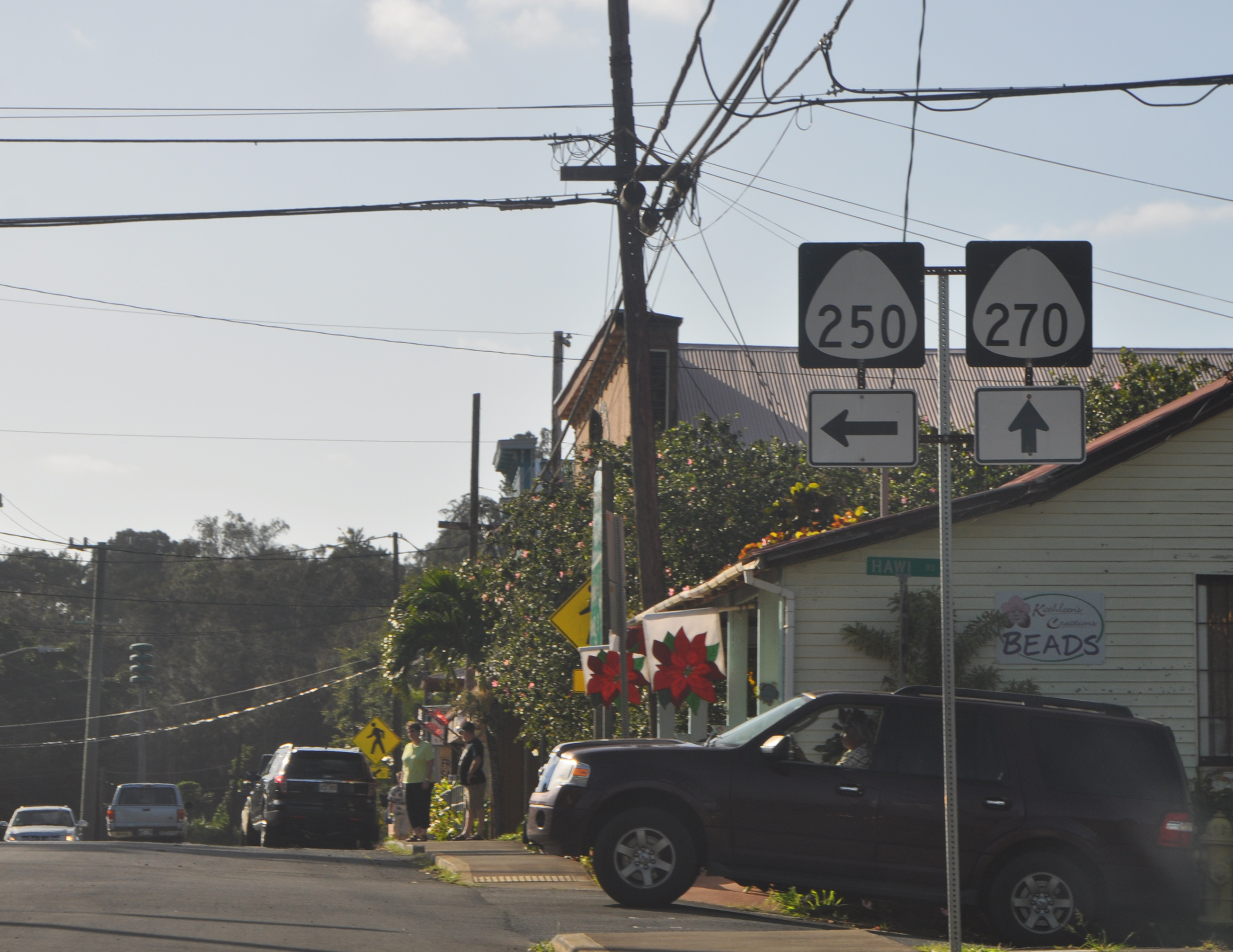
ハワイ州道250と270の分かれ目（ハヴィで）

ハワイ州道270号線（ハワイしゅうどうにひゃくななじゅうごうせん、英語: Hawaii State Highway 270）はアメリカ合衆国ハワイ州の最大の島であるハワイ島のノース・コハラ地域にある州道で、島の北西部にあるカワイハエ（Kawaihae）から北上して、最北部で東へ曲がり、ハヴィとカパアウ（Kapaau）を通り、ポロルー渓谷見晴らし台へ達する道路である。   
この道路はアコニ・プレ・ハイウェイ（Akoni Pule Highway）とも呼ばれ、アコニ・プレはこの道路の必要性を強く呼びかけたこの地方選出の州下院議員である。またハヴィは、南へコハラ山地を超えてワイメアへ至るハワイ州道250号線の起点にもなっている。

## 鯨の潮吹き
ハワイ島カワイハエからハワイ州道270号線で北上する部分は、海岸の高台を行くので海が沖合まで見えて、夏季をベーリング海で過ごした鯨類が冬の子育てと休養にこの辺りくるので、12月～3月には鯨の潮吹きをあちこちで見ることができる。  ハワイカエ付近の米国国立史跡「プウコホラ・ヘイアウ」は「鯨の丘の聖所」の意味である。

## 参照
1. ↑   （カイルア・コナから）ポロルー渓谷を目指して
2. ↑   ノース・コハラ
3. ↑   ハワイ文化におけるクジラの重要性